# Stuarts Draft
Stuarts Draft – jednostka osadnicza w Stanach Zjednoczonych, w stanie Wirginia, w hrabstwie Augusta.